# Literaturjahr 1501
Liste der Literaturjahre

◄◄ | ◄ | 1497 | 1498 | 1499 | 1500 | Literaturjahr 1501 | 1502 | 1503 | 1504 | 1505 | ► | ►►

Weitere Ereignisse
Dieser Artikel behandelt das Literaturjahr 1501.

## Ereignisse

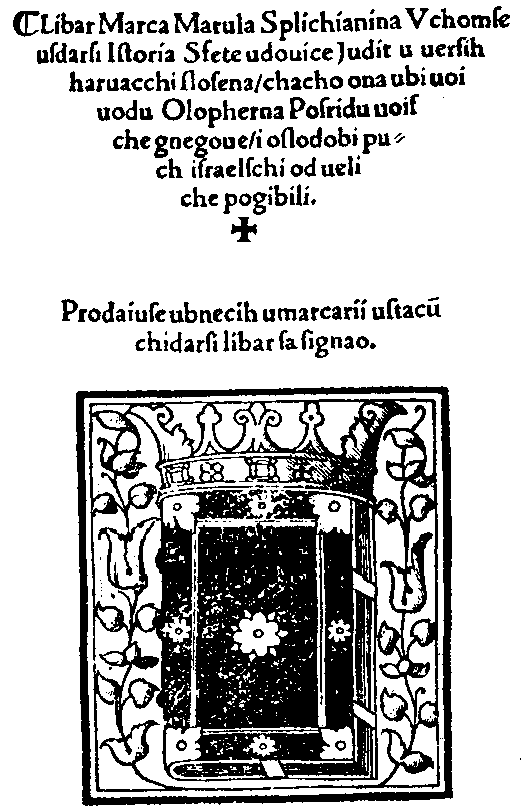
Judita

- 22. April: Der kroatische Dichter Marko Marulić vollendet das Epos Judita, das seinen Ruf als „Vater der kroatischen Literatur“ begründet. Das Werk wird 1521 zum ersten Mal veröffentlicht.
- Johannes Burckard beschreibt in seinem Liber notarum das am 31. Oktober von Cesare Borgia angeblich im Apostolischen Palast in Rom veranstaltete Kastanienbankett. Auch im papstfeindlichen Savelli-Brief vom 15. November wird die Orgie geschildert, bei der auch Cesares Schwester Lucrezia und sein Vater, Papst Alexander VI. anwesend gewesen sein sollen.

- Das Collegium poetarum et mathematicorum, eine Studiengemeinschaft zur Förderung humanistischer Bildung, wird vom römisch-deutschen König Maximilian I. auf Initiative des Dichters Konrad Celtis an der Universität Wien als Alternative zum Studium an der traditionellen Artistenfakultät gegründet. Es hat vier Lehrstühle: Für Poetik, Rhetorik sowie zwei für mathematisch-naturwissenschaftliche Fachgebiete.
- Johannes Aesticampianus wird vom Papst und Heinrich Bebel von Maximilian I. zum poeta laureatus gekrönt.
- Jakob Wimpfeling verfasst das Geschichtswerk Germania.
- In der Druckerei des Aldus Manutius wird für eine Ausgabe der Werke Vergils erstmals Kursivschrift verwendet. Sowohl Manutius als auch sein Schriftschneider Francesco Griffo reklamieren die Erfindung später für sich.

- Buchdruck in Venedig: Ottaviano dei Petrucci erfindet den Notendruck mit beweglichen Lettern. Um 1501 veröffentlicht er unter dem Titel Harmonice Musices Odhecaton seinen ersten Notendruck, Partituren von Canzonen bekannter Komponisten im mehrstimmigen Satz.

Notendruck durch bewegliche Metalltypen
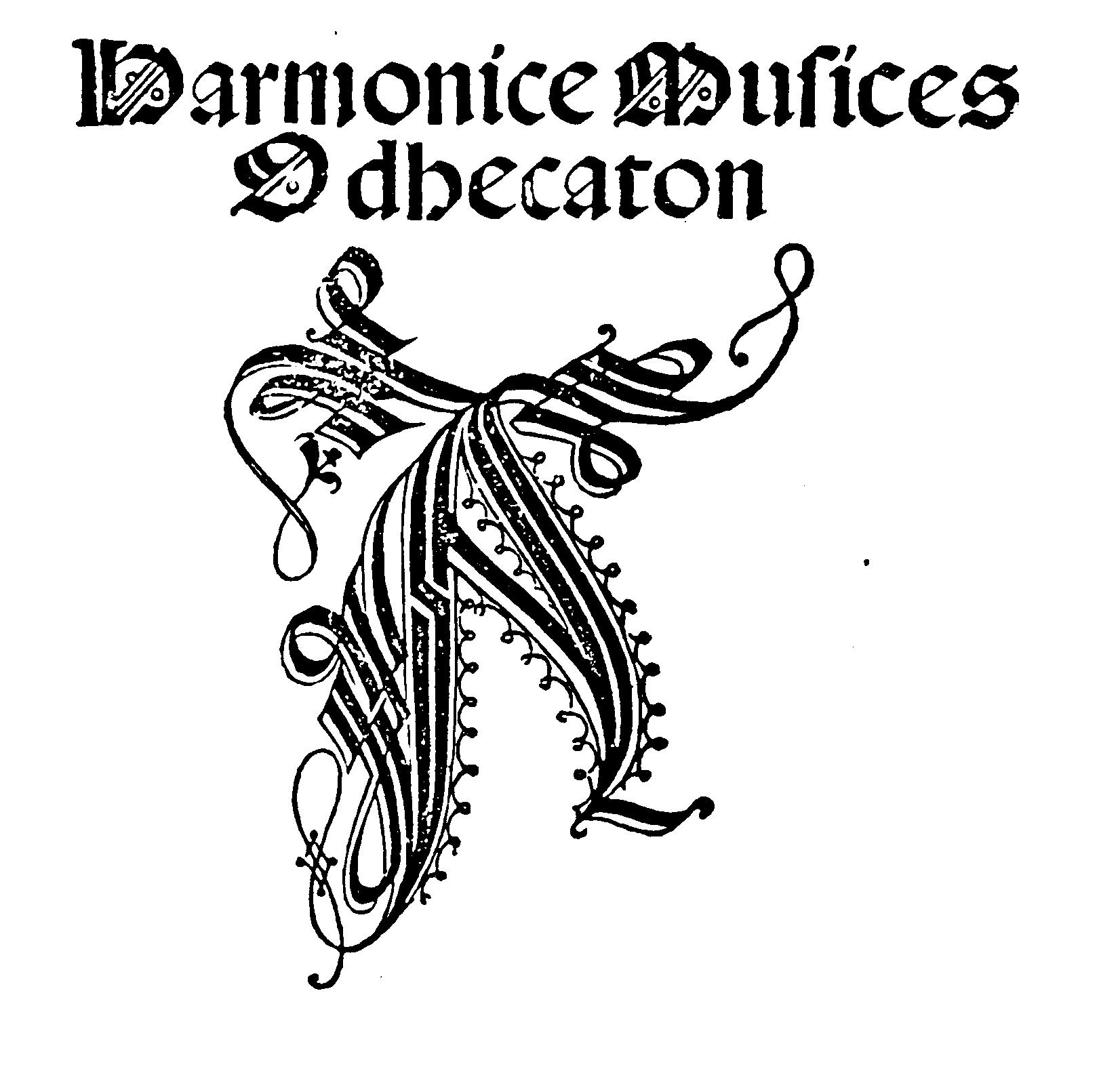
Frontispiz der von Petrucci gedruckten Harmonice Musices, um 1501
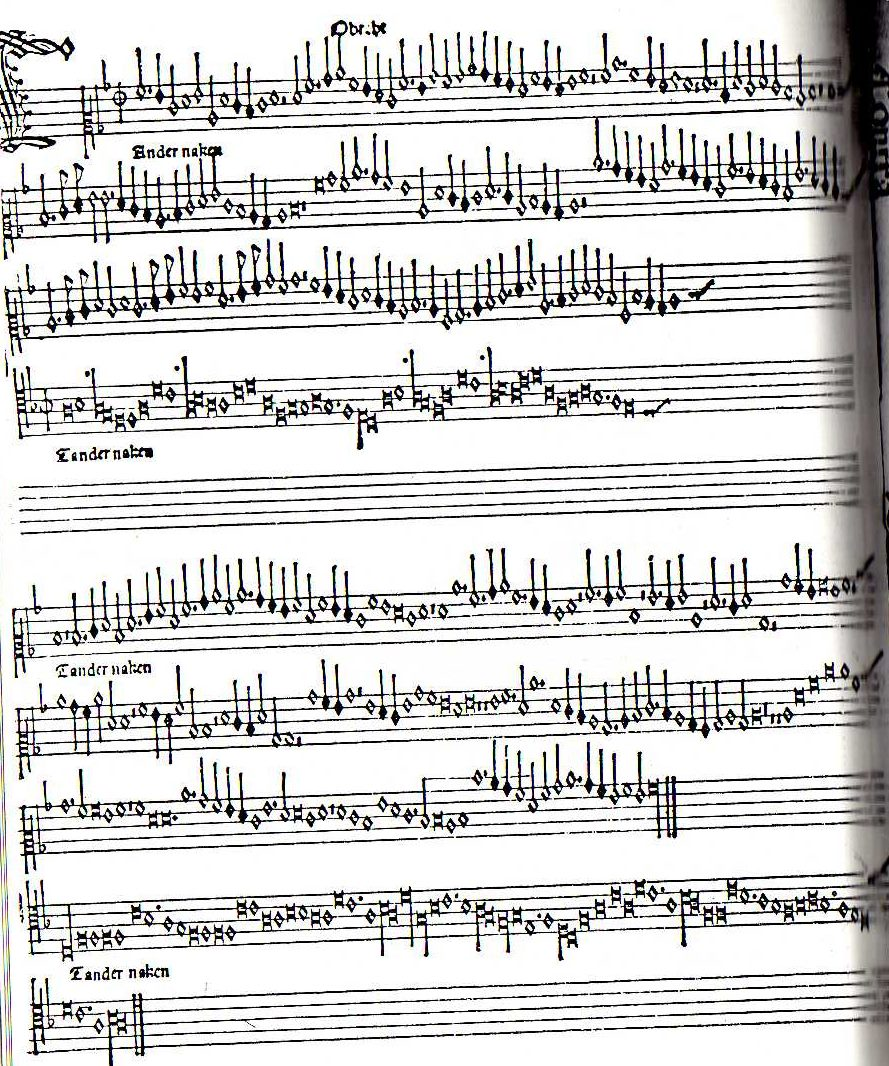
Beispiel: T’Andernaken, gesetzt von Jacob Obrecht

## Geboren

### Geburtsdatum gesichert

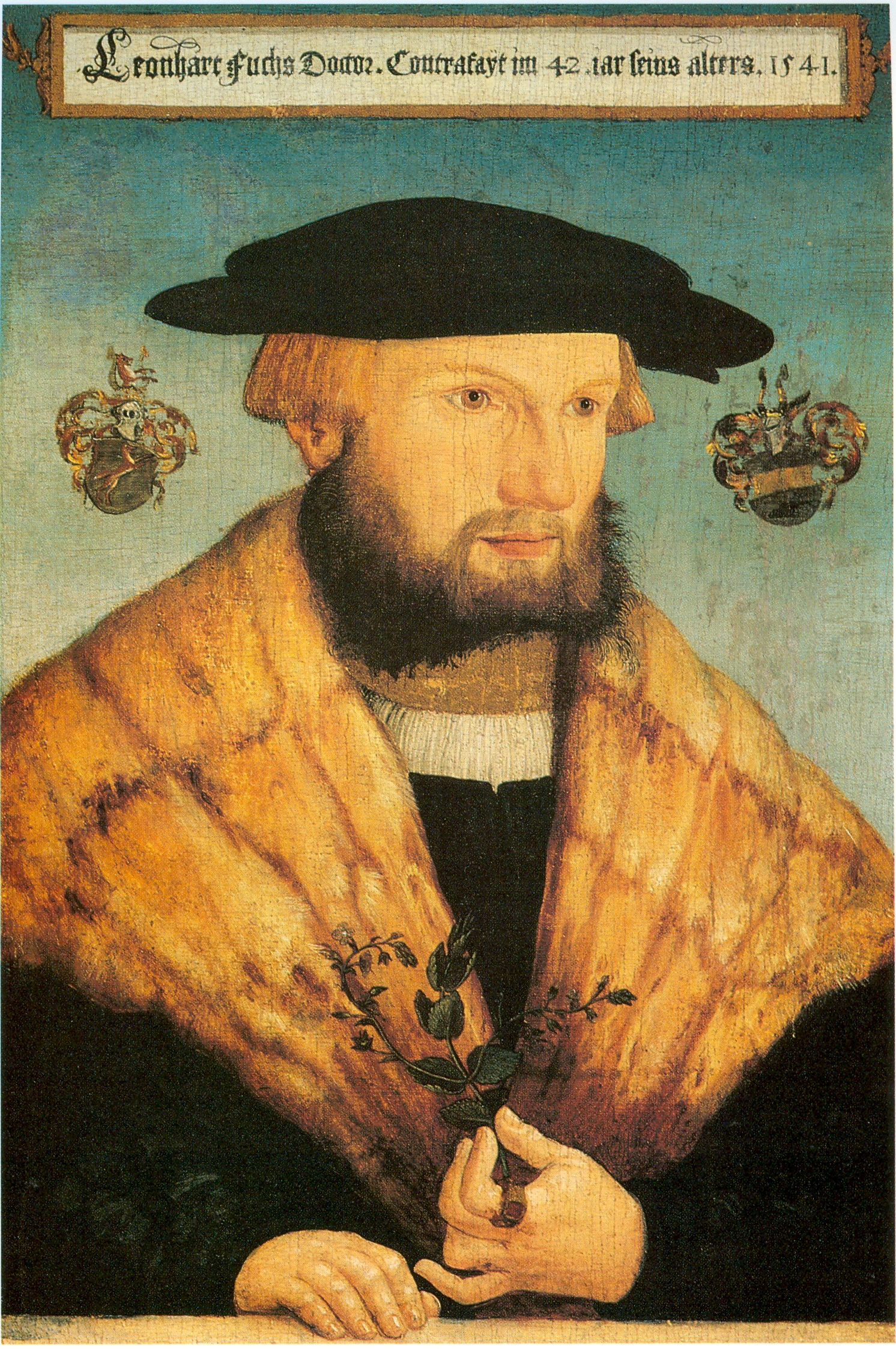
Leonhart Fuchs; * 17. Januar

- 17. Januar: Leonhart Fuchs, deutscher Pflanzenkundler, Mediziner und Fachautor († 1566)
- 24. Januar: Jakob Milich, deutscher Mathematiker, Mediziner und Fachautor († 1559)

- 24. Februar: Sixtus Birck, deutscher Dramatiker († 1554)
- 12. März: Pietro Andrea Mattioli, italienischer Arzt, Botaniker und Fachautor († 1577)

- 1. August: Veit Winsheim, deutscher Rhetoriker, Philologe, Mediziner und Gräzist († 1570)
- 6. August: Hieronymus Frobenius, Schweizer Buchdrucker und Verleger († 1563)

### Genaues Geburtsdatum unbekannt
- Jo Sik, koreanischer Philosoph und Schriftsteller († 1572)
- Francesco Stancaro, italienischer Humanist, Mediziner, Hebraist, unitarischer Theologe und Reformator († 1574)
- Yi Hwang, koreanischer Philosoph und Schriftsteller († 1570)

## Gestorben

### Todesdatum gesichert
- 3. Januar: Mir ʿAli Schir Nawāʾi, zentralasiatischer Politiker, Bauherr, Mystiker und Dichter am Hofe der Timuriden (* 1441)
- 28. März: Martin Prenninger, genannt Martin Uranius, deutscher Humanist und Rechtsgelehrter (* um 1450)

- 10. August: Heinrich Quentell, Kölner Buchdrucker

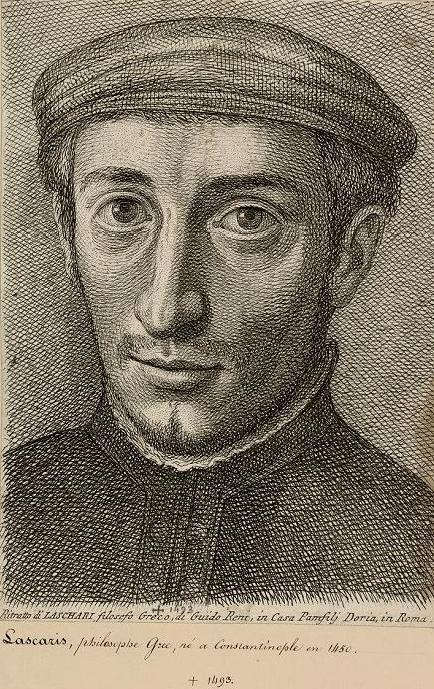
Konstantinos Laskaris; † ≈15. August

- um den 15. August: Konstantinos Laskaris, byzantinischer Humanist, klassischer Philologe und Verfasser einer griechischen Grammatik (* 1433/1434)
- 30. Dezember: Konrad Stolle, Erfurter Chronist (* 1436)

### Genaues Todesdatum unbekannt
- Jan Ostroróg, Wojewode von Posen, politischer Schriftsteller und Berater der polnischen Könige (* 1436)

### Gestorben um 1501
- Jean Michel, französischer Autor und Dramaturg  (* 1430 oder 1435)